# SimTower
SimTower är ett spel utvecklat av Maxis 1994. Spelet är en spinoff till SimCity-serien, där spelaren istället för att bygga en stad bygger en skyskrapa.

## Detaljer
SimTower kom strax efter att Simcity 2000 släpptes. Spelet publicerades av Maxis, men var egentligen utvecklat i Japan där Maxis skaffade licens på det. I Japan släpptes spelet under namnet The Tower och var skapat av Yooy Saitos företag OPeNBooK.
En uppföljare till SimTower, Yoot Tower skapades av OPeNBook och publicerades av Sega i USA 1999.
En klon av SimTower skapades till Pocket PC och släpptes 2004 under namnet Tower Mogul.
2004 konverterades spelet till Game Boy Advance under namnet The Tower SP.

## Spelet
Som det engelska namnet säger är spelarens huvuduppgift att från grunden bygga och styra en skyskrapa, och sedan hålla dess invånare nöjda. Kontor, hotell och lägenheter ger folk plats och bo och arbeta, medan affärer och restauranger håller en kommersiell balans. Andra områden som sjukavdelningar och återvinningsstationer blir nödvändiga då huset växer i storlek. Spelarens framgång bygger på ett stjärnpoängsättning, likt hur hotell brukar stjärnmärka sig. En ny stjärna tillkommer då spelaren nått ett visst invånarantal eller något annat delmål. Invånare räknas efter hur många personer som vistas i huset; till exempel ökar invånarantalet under natten om det finns många hotellrum. När spelaren når vissa nivåer kan nya saker byggas till skyskrapan. 
Spelaren kan se sina invånare gå runt i skyskrapan (inte helt olikt The Sims), där alla invånare är unika. Spelaren kan följa utvalda invånare i byggnaden, eller göra stickprov för att se vad det är för några som bor eller arbetar där.
Likt andra Maxis-spel så har SimTower inget specifikt slut eller mål; men ett visst mål är att få ett invånarantal på 15 000, då spelaren får en skyskrapestatus.
En stor del av spelet är att styra och bygga hissar för att få invånarna att förflytta sig mellan våningarna effektivt. Faktiskt så var originalprogrammet ett test för att pröva hissuppbyggnader.